# آهو خردمند
آهو خردمند (زادهٔ ۱۳۲۹) بازیگر و مترجم اهل ایران است. خردمند برای بازی در فیلم‌های شهر زیبا (۱۳۸۲)، ما همه خوبیم (۱۳۸۳) و ستاره‌ها ۱: ستاره می‌شود (۱۳۸۴) نامزد سیمرغ بلورین شد. ایفای نقش «عزیز» در سریال به کجا چنین شتابان (۱۳۸۹) از مهم‌ترین آثار او می‌باشد.

## زندگی‌نامه
آهو خردمند سال ۱۳۲۹ در تهران زاده شد. وی خواهر کوچکتر نیکو خردمند بازیگر و دوبلور سینما و تلویزیون و فارغ‌التحصیل دانشکده هنرهای دراماتیک است. خردمند فعالیت هنری خود را از سال ۱۳۴۷ با حضور در صحنه در نمایش‌های «خسرو و شیرین»، «افول» و «لبخند باشکوه آقای گیل» و فعالیت خود در تلویزیون را از سال ۱۳۵۱ با مجموعه «آدم و حوا» آغاز کرد. از دیگر مجموعه‌های تلویزیونی او در این دوره می‌توان به «گذر خلیل ده‌مرده»، «طلاق» و «در گذر عاشق» اشاره کرد. خردمند همچنین فعالیت در سینما را از سال ۱۳۵۲ با فیلم «پسر ایران از مادرش بی‌خبر است» ساخته فریدون رهنما شروع کرد اما تا پیش از پیروزی انقلاب در فیلم دیگری ایفای نقش نکرد.
خردمند در سال ۱۳۶۳ ایران را ترک کرد و نزدیک به دو دهه در آمریکا و کانادا اقامت داشت. او در این سال‌ها در چند نمایش و مجموعه تلویزیونی از جمله به کجا چنین شتابان حضور یافت. وی در سال ۱۳۸۱ به ایران بازگشت و فعالیت هنری‌اش را در زمینه نقاشی پی گرفت.
ترانه «آهو خانم» با صدای مارتیک در وصف آهو خردمند و سرودهٔ همسر فقید وی محمود استادمحمد است.

## آثار

### ترجمه
- پزشک نازنین، نیل سایمون، نشر نی
- پسران آفتاب، نشر دیگر
- اسباب‌بازی‌های زیرشیروانی، لیلیان هلمن، انتشارات نیلا[۲]
- جشن سالگرد، دیوید استوری، انتشارات نیلا[۳]
- خواهران خوب، میشل ترامبلی، انتشارات افراز[۴]

### سینمایی
| سال  | نام فیلم                       | کارگردان         |
| ---- | ------------------------------ | ---------------- |
| ۱۳۹۳ | یتیم‌خانه ایران                 | ابوالقاسم طالبی  |
| ۱۳۹۲ | میهمان داریم                   | محمدمهدی عسگرپور |
| ۱۳۹۱ | آینه شمعدون                    | بهرام بهرامیان   |
| ۱۳۹۰ | یک خانواده محترم               | مسعود بخشی       |
| ۱۳۸۹ | پرتقال خونی                    | سیروس الوند      |
| ۱۳۸۹ | قفس طلایی                      | محمد زرین‌دست     |
| ۱۳۸۸ | قصه پریا                       | فریدون جیرانی    |
| ۱۳۸۷ | طاووس‌های بی‌پر                  | جواد مزدآبادی    |
| ۱۳۸۶ | آتش سبز                        | محمدرضا اصلانی   |
| ۱۳۸۶ | زخم شانه حوا                   | حسین قناعت       |
| ۱۳۸۶ | همیشه پای یک زن در میان است    | کمال تبریزی      |
| ۱۳۸۵ | بچه‌های ابدی                    | پوران درخشنده    |
| ۱۳۸۵ | گاهی واقعی                     | رامین لباسچی     |
| ۱۳۸۴ | ستاره‌ها ۱: ستاره می‌شود         | فریدون جیرانی    |
| ۱۳۸۳ | ما همه خوبیم                   | بیژن میرباقری    |
| ۱۳۸۲ | شهر زیبا                       | اصغر فرهادی      |
| ۱۳۸۱ | واکنش پنجم                     | تهمینه میلانی    |
| ۱۳۶۵ | دزد و نویسنده                  | کاظم معصومی      |
| ۱۳۶۴ | پدربزرگ                        | مجید قاری زاده   |
| ۱۳۶۲ | سیاه راه                       | کوپال مشکوت      |
| ۱۳۶۲ | تفنگدار                        | جمشید حیدری      |
| ۱۳۶۲ | دادشاه                         | حبیب کاوش        |
| ۱۳۶۱ | عفریت                          | فرشید فلک نازی   |
| ۱۳۵۹ | مرز                            | جمشید حیدری      |
| ۱۳۵۹ | انفجار                         | ساموئل خاچیکیان  |
| ۱۳۵۵ | پسر ایران از مادرش بی‌اطلاع است | فریدون رهنما     |

### تلویزیون
| سال       | عنوان مجموعه              | کارگردان         | توضیحات                                    |
| --------- | ------------------------- | ---------------- | ------------------------------------------ |
| ۱۳۹۴      | تله‌فیلم «مروارید»         | روح‌الله حجازی    | شبکه ۳                                     |
| ۱۳۹۳      | راه شیری اپیزود «پسر»     | سامان مقدم       | شبکه ۲ (تولید آن از سال ۱۳۸۷ آغاز شده بود) |
| ۱۳۸۹      | خانهٔ بی‌پرنده              | کاظم معصومی      | شبکه ۵                                     |
| ۱۳۸۹      | مختارنامه                 | داوود میرباقری   | شبکه ۲                                     |
| ۱۳۸۹      | ملکوت                     | محمدرضا آهنج     | شبکه ۲                                     |
| ۱۳۸۸      | تله‌فیلم «لحظهٔ دیدار»      | اسماعیل فلاح‌پور  | شبکه ۵                                     |
| ۱۳۸۸      | به کجا چنین شتابان        | ابوالقاسم طالبی  | شبکه ۲                                     |
| ۱۳۸۸–۱۳۸۷ | بهشت و بهار               | جمشید بیات ترک   | شبکه ۱                                     |
| ۱۳۸۷      | تله‌فیلم «اگر باران ببارد» | روح‌الله حجازی    | شبکه ۱                                     |
| ۱۳۸۶      | یک مشت پر عقاب            | اصغر هاشمی       | شبکه ۳                                     |
| ۱۳۸۵      | تله‌فیلم «قاصدک روی شانه»  | مسعود آب‌پرور     | شبکه ۱                                     |
| ۱۳۸۵      | تله‌تئاتر «زمستان ۶۶»      | محمد یعقوبی      | شبکه ۴                                     |
| ۱۳۸۵      | سایهٔ درخت توت             | فرزین مهدی‌پور    | فیلم بلند ویدئویی                          |
| ۱۳۸۴      | تله‌فیلم «آن‌سوی دیوار»     | فریدون فرهودی    |                                            |
| ۱۳۸۳      | سایهٔ آفتاب                | محمدرضا آهنج     | شبکه ۳                                     |
| ۱۳۸۱      | معصومیت از دست رفته       | داوود میرباقری   | شبکه ۳                                     |
| ۱۳۷۸      | آژانس دوستی               |                  | شبکه ۱                                     |
| ۱۳۶۴      | تله‌تئاتر «گل یاس»         |                  |                                            |
| ۱۳۵۶      | لحظه                      | محمد صالح علا    | تلویزیون ملی ایران                         |
| ۱۳۵۶      | طلاق                      | مسعود اسدالهی    | تلویزیون ملی ایران                         |
| ۱۳۵۲      | گذر خلیل ده‌مرده           | محمود استاد محمد | تلویزیون ملی ایران                         |
| ۱۳۵۰      | آدم و حوا                 | مسعود اسدالهی    | تلویزیون ملی ایران                         |

## افتخارات
- کاندید سیمرغ بلورین بهترین بازیگر نقش اول زن (ما همه خوبیم) - بیست و سومین دوره جشنواره فیلم فجر (مسابقه سینمای ایران) - سال ۱۳۸۳
- کاندید سیمرغ بلورین بهترین بازیگر نقش مکمل زن (شهر زیبا) - بیست و دومین دوره جشنواره فیلم فجر (مسابقه سینمای ایران) - سال ۱۳۸۲
- کاندیدای تندیس زرین بهترین بازیگر نقش اول زن (ما همه خوبیم) - دوره ۹ جشن خانه سینما (مسابقه) - سال ۱۳۸۴
- کاندیدای تندیس زرین بهترین بازیگر نقش مکمل زن (شهر زیبا) - دوره ۸ جشن خانه سینما (مسابقه) - سال ۱۳۸۳
- کاندیدای لوح زرین بهترین بازیگر زن (شهر زیبا) - دوره ۵ منتخب سایت ایران اکتور (بهترین‌های سال) - سال ۱۳۸۴
- کاندیدای سیمرغ بلورین بهترین بازیگر نقش مکمل زن (ستاره‌ها ۱: ستاره می‌شود) - بیست و چهارمین دوره جشنواره فیلم فجر (مسابقه سینمای ایران) - سال ۱۳۸۴